# Sylvisorex
Genre
Sylvisorex est un genre de rongeurs de la famille des  Soricidae. Ce sont des sortes de musaraignes uniquement présentes en Afrique.

## Liste d'espèces
Selon ITIS (31 mars 2010) et Mammal Species of the World (version 3, 2005)  (31 mars 2010) :
- Sylvisorex camerunensis Heim de Balsac, 1968
- Sylvisorex granti Thomas, 1907
- Sylvisorex howelli Jenkins, 1984
- Sylvisorex isabellae Heim de Balsac, 1968
- Sylvisorex johnstoni (Dobson, 1888)
- Sylvisorex konganensis Ray & Hutterer, 1996
- Sylvisorex lunaris Thomas, 1906
- Sylvisorex morio (Gray, 1862)
- Sylvisorex ollula Thomas, 1913
- Sylvisorex oriundus Hollister, 1916
- Sylvisorex pluvialis Hutterer & Schlitter, 1996
- Sylvisorex vulcanorum Hutterer & Verheyen, 1985